# Anger (episodio de Wilfred)
«Anger» (En español: «ira») es el octavo episodio de la primera temporada de la serie de humor negro Wilfred. Se estrenó originalmente en Estados Unidos el 11 de agosto de 2011 mediante FX. En el episodio Ryan tiene un complejo de culpa por la muerte de su perro la infancia, y Wilfred, al enterarse de esto, hace todo lo posible para ayudarlo a descubrir la verdad sobre que pasó con su perro.

## Cita del comienzo
"A la ira tan pronto como sea alimentada muere - es el hambre lo que hace que engorde"
 Emily Dickinson

## Argumento
Una llamada de Kristen hace despertar a Ryan, que soñaba con un niño buscando a su perro llamado "Snickers" por toda la casa, al contestarle ella lo regaña por no estar en su casa preparando todo para una importante fiesta que ella tendrá en honor de su jefe el Dr. Ramos, cuando Ryan se dirige hacia su casa le prohíbe a Wilfred ir debido a que Kristen lo odia, él no lo cree y por eso lo acompaña. En casa de Kristen, ella y Leo comienzan a pelear, Wilfred tratando de que Kristen lo quiera le lleva un ratón muerto en una caja de zapato. Wilfred trata de que Ryan se arme de valor para contestarle a Kristen pero el no puede debido a que se siente mal porque ella pago los 5000 dólares del choque con Beth. Mientras se dirigen por cojines, Wilfred le pregunta acerca de Snickers, pero no obtiene respuesta. En la noche, Ryan vuelve a soñar con el niño (quien en realidad era él) buscando a "Snickers" y lo encuentra, ahogado en la piscina de su casa. Ryan escucha el sonido de una pelota y se dirige al sótano, donde Wilfred se siente traicionado al ver el collar de otro perro. Es entonces cuando Ryan le dice que Snickers fue su perro cuando él era niño, le cuenta cosas como las volteretas que daba y que por las lo despertaba lamiéndole la oreja, también confiesa que lo mató cuando dejó la puerta para entrar a la piscina abierta. Wilfred se pone el collar, luego de un suspiro comienza a sentir frío. A la mañana siguiente, Wilfred lo levanta con lamiéndole la oreja, Ryan se queda confuso y Wilfred explica que no lo hizo a propósito.
Más tarde, Wilfred se dirige con Ryan diciendo la razón por la cual hizo eso en la mañana, el deduce que en la madrugada Ryan le coloco un Chip Homosexual en la cabeza, también deduce que fue debido a unos extraterrestres que Ryan mando. Kristen lo llama por celular pidiéndole que haga lo mejor que pueda, debido a que la fiesta para el Dr. Ramos es muy importante para ella, pues el Dr. Ramos esta en un importante proyecto con India y Kristen busca ser seleccionada para acompañarlo. Wilfred le dice a Ryan que los perros ayudan a comunicarse con los muertos, pero Ryan no lo cree. Mientras Ryan se prepara para la fiesta de Kristen, Wilfred intenta jugar con una Güija, Ryan encuentra los viejos lentes de natación de Kristen al mismo momento que Wilfred se convulsiona y dice ser Snickers, Ryan lo toma como una broma de mal gusto, pero pronto cambia de parecer cuando él le cuenta cosas que regularmente hacía, le confiesa que Ryan no tuvo la culpa por su muerte sino que fue Kristen, y debido a la culpa se hizo un chico muy triste, luego trata e convencerlo de ir a su casa y hacerla una chica triste, por ese comentario Ryan se da cuenta de que "Wilfred" está diciendo eso y se enoja, segundos después Wilfred tiene otra convulsión, personificando a varias personas "muertas".
A la mañana siguiente se siente mal y vomita en el Césped de Kristen, mientras limpia el vómito, Ryan le pregunta a Kristen si fue ella quien dejó abierto el portal de la piscina, ella le dice que es muy insensible, él se dirige con Wilfred diciéndole que no es verdad lo que le dijo, por lo cual responde que él no fue, fue Snickers mediante un acto paranormal. Snickers parece de nuevo "poseer" el cuerpo de Wilfred, por eso Ryan lo envía al auto. Más tarde, en la fiesta Leo hace un comentario que no le agrada mucho a Dr. Ramos y Kristen se queja de él con Ryan. Luego se escucha el clatson de su automóvil, cuando va a ver que sucede encuentra a una ventana rota y no encuentra a Wilfred. Cuando entra en la fiesta, Kristen le dice que sea más atento ya que ella tuvo que atender personalmente a un invitado, Wilfred tira la mesa de comida sobre el vestido de una mujer, Ryan se la pasa persiguiendo a Wilfred quién destroza varias mesas e incomoda a varios invitados, luego empuja a Kristen y a Dr. Ramos a la piscina para posteriormente intentar aventar una fuente eléctrica, pero Ryan justo a tiempo le quita la electricidad. Adentro de la casa, Ryan se disculpa con Kristen, ella comienza a insultar a Wilfred y Ryan la calla argumentando que siempre ha sido muy mala y lo trataba como "Porquería", Kristen comienza a llorar y admite que ella fue quién dejó el portal abierto y le pide que lo perdone por tenerlo con la culpa durante 20 años, y le propone saldar los 5000 dólares si él la perdona, él acepta. Ella dice que debido a esto es por lo cual trata así a Wilfred y que en realidad le cae muy bien, Wilfred dice que todo el mundo lo ama, Kristen llama a Wilfred para acariciarlo pero él hace que se caiga una copa de vino sobre su ropa.
Estando en el sótano, Snickers se presenta de nuevo en el cuerpo de Wilfred, en esta ocasión para despedirse, él le pide un último abrazo, Ryan accede luego Snickers le pide que cierre los ojos, al abrirlos se encuentra a Snickers en su forma canina y lo abraza por última vez.

## Recepción

### Audiencia
El episodio fue visto por 1.23 millones de televidentes en su estreno original en FX.

### Recepción crítica
Rowan Kaiser de The A.V Club dio al episodio una "C" diciendo: "Al final, tenemos un episodio bastante decepcionante de Wilfred, aunque eso no es totalmente decepcionante. Simplemente no funciona muy bien con la psicología de la serie, la trama de la serie, o el humor de la serie. Y eso no es una buena combinación, no del todo."
Brody Gibson de boomtron comentó: "Lo largo y corto de esto: Wilfred tocó un punto bajo esta semana. Sigue siendo divertido, pero no es ni cerca de lo bueno que es como en las semanas anteriores."
Kaili Markley de The Game Effect comentó: "Esta noche, tenemos un episodio que pasó demasiado tiempo con ella, lo que contribuyó en gran parte al episodio en sí es una especie de arrastre. Si, queríamos que Ryan aprovechara su ira contra Kristen y que la pusiera en su lugar. pero tardó demasiado tiempo en llegar, y la resolución del episodio, en el que nos enteramos de que Kristen ha pasado los últimos veinte años dejando a Ryan crere que él fue responsable de la muerte de su perro, no hace nada para hacer de ella una más simpática, incluso a pesar de las lágrimas y el remordimiento.